# Teilsystem
Ein Teilsystem – auch Subsystem genannt (aus englisch subsystem oder sub-system entlehnt; wörtlich etwa „Unterbau“ und übertragen „[Neben- oder] Anbau“) – bezeichnet hauptsächlich eine Erweiterung für Betriebssystemkerne. In der Microkernel-Architekturen werden diese für verschiedene Aufgaben verwendet, dabei ist es oft auch möglich, mit einem Betriebssystem verschiedene Binärformate auszuführen.

## Weitere Einzelheiten

### Windows
Im Betriebssystemkern der Windows-NT-Familie werden Teil- oder sogenannte Subsysteme zur Verwaltung bestimmter Programm- oder Prozessarten verwendet. Mit jedem Subsystem wird dort in der Regel eine eigene API zur Verfügung gestellt.
Windows kann so außerdem Binärformate wie DOS, Win16 und Win32 verarbeiten, verfügt jedoch über keinen Mikrokernel, sondern integriert verschiedene Teilsystemmodule (oder eben sogenannte Subsysteme) zur Ausführung der verschiedenen Formate als Teil seiner Architektur.
Windows enthält oder enthielt zudem folgende Subsysteme.
- Interix – der Nachfolger des POSIX-Subsystems; ist wahlweise ab Windows XP erhältlich
- MS-DOS-Subsystem (Win16-API) – ermöglicht das Ausführen von 16-Bit-MS-DOS-Anwendungen; ist in jedem 32-Bit-NT-Windows enthalten.[2] → Virtual DOS Machine.
- OS/2-Subsystem – ermöglicht das Ausführen OS/2-kompatibler Anwendungen (nur im Textmodus); ist ab Windows XP nicht mehr enthalten[2]
- POSIX-Subsystem – ermöglicht das Ausführen POSIX-kompatibler Anwendungen;[2] wurde ab Windows XP [wahlweise] durch Interix ersetzt
- Sicherheits-Subsystem – ist in jedem NT-Windows (ab Windows 2000 oder früher) enthalten[2]
- Spoolersubsystem[4] (englisch ‚spooler subsystem‘) – Druckwarteschlange[5]
- Win32-Subsystem (Win32s und Win32-API) – ist seit Windows 3.1 (einschließlich Windows 9x und in jedem NT-Windows) enthalten[2]
- WOW64-Subsystem (Win64-API) – ermöglicht das Ausführen von 32-Bit-Windows-Anwendungen auf 64-Bit-Windows-Systemen

Win32 ist (oder war bis zur Einführung der 64-Bit-Ebene) das am meisten verwendete Subsystem, das MS-DOS-Subsystem (mit 16 Bit) war (bis Windows XP) nur noch aufgrund der Abwärtskompatibilität vorhanden.

### Andere Plattformen
Bei monolithischen Architekturen, wie bei Linux, kommen Teilsysteme eher selten zum Einsatz. Ein bekanntes Teilsystem für Linux sind die SELinux-Sicherheitserweiterungen von der NSA.

## Einzelbelege
1. ↑  subsystem (Memento des Originals vom 19. September 2016 im Internet Archive)  Info: Der Archivlink wurde automatisch eingesetzt und noch nicht geprüft. Bitte prüfe Original- und Archivlink gemäß Anleitung und entferne dann diesen Hinweis. (englisch-deutsch) – Duden, Langenscheidt; 2015
2. 1 2 3 4 5 6  Systemaufbau – Subsysteme – zu Windows NT/2000; in EDV-Körbel: MCSE, 2006, siehe auch auf der dortigen Startseite unter Inhalt (alt); abgerufen am 9. Mai 2016.
3. ↑  sub- (Memento des Originals vom 19. September 2016 im Internet Archive)  Info: Der Archivlink wurde automatisch eingesetzt und noch nicht geprüft. Bitte prüfe Original- und Archivlink gemäß Anleitung und entferne dann diesen Hinweis., system (Memento des Originals vom 19. September 2016 im Internet Archive)  Info: Der Archivlink wurde automatisch eingesetzt und noch nicht geprüft. Bitte prüfe Original- und Archivlink gemäß Anleitung und entferne dann diesen Hinweis. (englisch-deutsch) – Duden, Langenscheidt; 2015
4. ↑  Abb. 5.1: Windows Task Manager mit […] – Oracle 11g: Das umfassende Handbuch; MITP. 1. Auflage. 2009; ISBN 978-3-8266-5913-3; in Kapitel 5: Betriebssystemspezifishe Besonderheiten auf Seite 110
5. ↑  Spooler SubSystem App hat ein Problem festgestellt und muss beendet werden – WinTotal.de, am 9. August 2007.